# 水牛奶

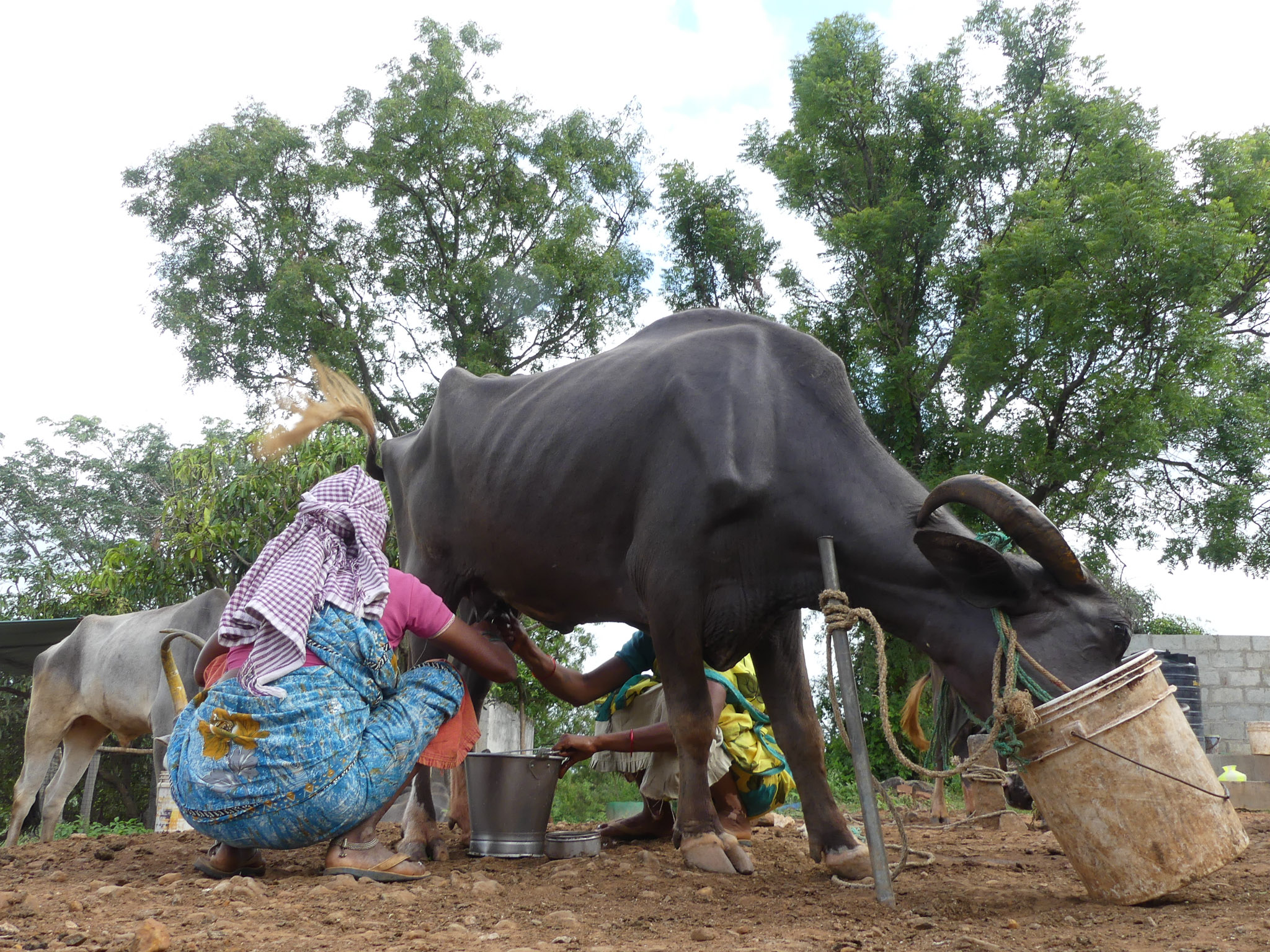
一名正在擠水牛奶的印度婦女

水牛奶即是由水牛產出的奶。水牛不是乳牛，所以產奶量有限。不過其成份也有營養價值，奶中含有蛋白质、氨基酸、乳脂、维生素、微量元素等。中國廣東著名的大良牛乳，也是水牛奶產品。其他制品還有薑撞奶、双皮奶等。另外義大利著名的莫薩里拉乾酪亦以此奶生產者為正宗。

## 外部参考
- 水牛也可製奶（页面存档备份，存于）